# Urepele
Urepele (en francès i oficialment Urepel), és un municipi de la Baixa Navarra (Nafarroa Behera), un dels set territoris que formen Euskal Herria, al departament dels Pirineus Atlàntics i a la regió de la Nova Aquitània. Limita amb les comunes de Banka al nord, i Aldude a l'oest.

## Demografia
| Evolució de la població |      |      |      |      |      |      |      |      |
| 1793                    | 1800 | 1806 | 1821 | 1831 | 1836 | 1841 | 1846 | 1851 |
| -                       | -    | -    | -    | -    | -    | -    | -    | -    |

| 1856 | 1861  | 1866 | 1872 | 1876 | 1881 | 1886 | 1891 | 1896 |
| ---- | ----- | ---- | ---- | ---- | ---- | ---- | ---- | ---- |
| -    | 1 030 | 960  | 892  | 815  | 789  | 792  | 741  | 745  |

| 1901 | 1906 | 1911 | 1921 | 1926 | 1931 | 1936 | 1946 | 1954 |
| ---- | ---- | ---- | ---- | ---- | ---- | ---- | ---- | ---- |
| 730  | 724  | 746  | 684  | 733  | 625  | 615  | 562  | 565  |

| 1962 | 1968 | 1975 | 1982 | 1990 | 1999 | 2006 | 2011 | 2016 |
| ---- | ---- | ---- | ---- | ---- | ---- | ---- | ---- | ---- |
| 573  | 561  | 485  | 459  | 400  | 365  | -    | -    | -    |

| 2019 | - | - | - | - | - | - | - | - |
| ---- | - | - | - | - | - | - | - | - |
| -    | - | - | - | - | - | - | - | - |

## Administració
| Data d'elecció                               | Identitat                    | Qualitat |
| -------------------------------------------- | ---------------------------- | -------- |
| Les dades anteriors a 1989 són desconegudes. |                              |          |
| 1995                                         | Marie-Antoinette Etchebarren |          |
| 2001                                         | Marie-Antoinette Etchebarren |          |

## Personatges
- Fernando Aire Etxart Xalbador (Urepel, 1920-1976), bertsulari.